# 賓語
受詞（英語：Object），也稱賓語。是指一個動作（動詞）的接受者。例如中文“我寫作业”中，「作业」即為賓語。
宾语分為直接受詞和間接受詞兩大類，其中直接受詞指動作的直接對象，間接受詞說明動作的非直接，但受動作影響的對象。一般而言，及物動詞後面最少要有一個受詞，而該受詞通常為直接受詞，有些及物動詞要求兩個受詞，則它们通常一個為直接受詞，另一個為間接受詞。

## 外部連結
- Direct Objects （页面存档备份，存于） at chompchomp.com （页面存档备份，存于）

賓語只能是動詞的連帶成分，表示動作涉及的人或事物，可以回答「誰」或「甚麼」等問題，跟動詞謂語發生支配和被支配的關係。
例：老師稱讚他（賓語）。他們開鑿了運河（賓語）。